# لويس جوزيف، دوفين فرنسا
لويس جوزيف، دوفين فرنسا (بالفرنسية: Louis-Joseph de France)‏ (22 أكتوبر 1781 - 4 يونيو 1789)، كان دوفين فرنسا الخامس والعشرون، هو الابن الأكبر للملك لويس السادس عشر ملك فرنسا وماري أنطوانيت.

## المرض
حوالي أبريل 1784، عندما كان في الثالثة من عمره، أصيب لويس جوزيف بسلسلة من الحمى الشديدة. وخوفًا على صحته، نُقل إلى قلعة لا مويت حيث كان يُشاع أن هواءها يتمتع بخصائص علاجية. ويبدو أن الوقت الذي قضاه في لا مويت قد ساعده على التعافي، وبعد عام تقريبًا، في مارس 1785، عاد إلى هناك وتلقّى لقاح الجدري. ومع ذلك، ظلت صحته هشة.
في عام 1786، عادت الحمى، لكن أهل بيته لم يعتبروها ذات أهمية. ومع ذلك، كانت هذه الحمى أولى علامات مرض السل. في العام نفسه، نُقل تعليم لويس جوزيف إلى معلمين ذكور، كما جرت العادة لأبناء ملوك فرنسا. وفي الحفل، لوحظ أن لويس جوزيف كان يعاني من صعوبة في المشي، والتي كانت في الواقع ناجمة عن انحناء في العمود الفقري - وهو أمر عولج باستخدام مشدات معدنية. بحلول يناير 1788، ازدادت الحمى وتفاقم المرض بسرعة.
توفي لويس جوزيف في الساعة 1:00 صباحًا في قلعة مودون في 4 يونيو 1789، عن عمر يناهز سبع سنوات ونصف، خلال اجتماع الجمعية العامة، قبل 40 يومًا من اقتحام الباستيل. وكان آخر أمير يعيش في القلعة. لمدة خمس سنوات، كان لويس جوزيف يكافح ما بدا أنه شكل من أشكال الجدري. توفي بعيدًا عن والديه، اللذين لم يُسمح لهما بحضور لحظاته الأخيرة أو دفنه بسبب البروتوكول الملكي. دُفن في 13 يونيو في مراسم بسيطة في كنيسة القديس دوني، قبل شهر من اقتحام الباستيل. في 10 أغسطس 1793، بناءً على أمر المؤتمر الوطني خلال عهد الإرهاب، تم تدنيس قبره، إلى جانب قبور ملوك وملكات فرنسا، وأفراد العائلة المالكة، وكبار الشخصيات، ورؤساء الأديرة.
عند وفاة لويس جوزيف، انتقل لقب دوفين إلى شقيقه الأصغر لويس تشارلز، دوق نورماندي (1785-1795)، الذي توفي أثناء الثورة الفرنسية، في سجن تمبل بباريس.

## الإرث

الملكة ماري أنطوانيت مع أطفالها، 1787 في فرساي؛ (من اليسار إلى اليمين)؛ ماري تيريز شارلوت، المعروفة باسم مدام رويال في البلاط؛ الملكة مع دوق نورماندي في حجرها؛ يظهر دوفين على اليمين مشيرًا إلى مهد فارغ؛ المهد المستخدم لإظهار مدام صوفي؛ توفيت في وقت لاحق من ذلك العام؛ ويمكن رؤية زهرة الزنبق الفرنسية وعائلة بوربون خلف الخزانة.

سُمِّيت مقاطعة دوفين، بنسلفانيا، التي تقع فيها هاريسبرج، باسمه. وقد أطلق المجلس التشريعي لولاية بنسلفانيا، المنعقد في فيلادلفيا عام 1785، اسم المقاطعة حديثة التأسيس شمال غرب لانكستر وشمال يورك، وذلك لشكر فرنسا على مساعدة الولايات المتحدة في نيل استقلالها عن الإمبراطورية البريطانية. وضمن المقاطعة، سُمِّيت بلدة دوفين، التي سُمِّيت بهذا الاسم عند تأسيسها عام 1845، باسمه أيضًا بشكل غير مباشر.